# Otto Hintze
Pour les articles homonymes, voir Hintze.
Otto Hintze (27 août 1861, Pyritz, province de Poméranie - 25 avril 1940, Berlin) est un historien et professeur allemand.
Hintze passe aujourd'hui pour l'un des historiens de la sociologie les plus importants du temps de l'empire allemand et de la république de Weimar. Il est reconnu comme le promoteur d'une approche moderne de l'histoire des structures politiques.

## Biographie
Otto Hintze est né à Pyritz, alors en Poméranie (aujourd'hui Pyrzyce en Pologne), d'un fonctionnaire, Herman Hintze, et de sa femme Emma Munckel, fille de pasteur.
Otto étudie de 1878 à 1879 l'histoire, la philologie et la philosophie à Greifswald, où il rejoint la Burschenschaft Germania. Pour le semestre d'hiver 1880-1881, il déménage à Berlin, où il est diplômé en 1884 par le médiéviste Julius Weizsäcker (de) grâce à une étude sur la royauté de Guillaume de Hollande. À la suite de quoi Hintze étudie encore trois ans le droit et l'administration, pour, comme il l'écrira plus tard, "se préparer sérieusement au champ de l'histoire constitutionnelle et administrative"

## Travaux
- Das Königtums Wilhelms von Holland (le roi Guillaume des Pays-Bas), Leipzig 1885
- Die Preußische Seidenindustrie im 18. Jahrhundert und ihre Begründung durch Friedrich den Großen (l'industrie prussienne de la soie au XVIIIe siècle et ses origines dues à Frédéric le Grand), Berlin 1892
- Einleitende Darstellung der Behördenorganisation und allgemeinen Verwaltung in Preußen beim Regierungsamt Friedrichs II., Berlin 1901
- Staatsverfassung und Heeresverfassung. Vortrag gehalten in der Gehe-Stiftung zu Dresden am 17. Februar 1906, Dresden 1906
- Historische und politische Aufsätze, Berlin 1908
- Monarchisches Prinzip und konstitutionelle Verfassung, in: Preußische Jahrbücher, Bd. 144 (1911)
- Die englischen Weltherrschaftspläne und der gegenwärtige Krieg, Berlin 1914
- Die Hohenzollern und ihr Werk,  Verlag: A. Steiger, Solingen
- Deutschland und der Weltkrieg (l'Allemagne et la guerre mondiale), Leipzig, 1916
- Wesen und Verbreitung des Feudalismus (Naissance et propagation du féodalisme), in: Sitzungsberichte der Preußischen Akademie der Wissenschaften (1929)

## Source
- (de) Cet article est partiellement ou en totalité issu de l’article de Wikipédia en allemand intitulé « Otto Hintze » (voir la liste des auteurs).